# Hatogaya
Hatogaya (japonês: 鳩ヶ谷市 -shi) é uma cidade japonesa localizada na província de Saitama.
Em 2003 a cidade tinha uma população estimada em 56 183 habitantes e uma densidade populacional de 9 032,64 h/km². Tem uma área total de 6,22 km².
Recebeu o estatuto de cidade a 1 de Março de 1967.

## Estados-irmãs
- Carolina do Norte, EUA
- Ilha do Príncipe Eduardo, Canadá
- Tasmânia, Austrália